# 石井慧介
石井 慧介（いしい けいすけ、1985年2月6日 - ）は、日本の男性プロレスラー。埼玉県入間市出身。血液型はO型。DDTプロレスリング所属からガンバレ☆プロレスにレンタル移籍。

## 経歴
2007年1月28日に大田区大森のゴールドジムで開催された武藤塾番外編で行われた全日本プロレスの公開新入門テストで大谷将司、大場啓一と共に合格した。
2008年
- 3月29日、DDT新木場オールナイト大会のエキシビジョンマッチ・対柿本大地戦で練習生としてプレデビュー。
- 7月6日の後楽園ホール大会・対柿本大地戦で正式にデビュー[2]。その日の興行はチャンピオンカーニバルとして行われたためデビュー戦にして当時柿本が持っていた世界大森級のタイトル挑戦となった。
- 8月5日、闘うビアガーデン2008第2日目・対木高イサミ戦を最後に、負傷のため欠場となる。

2009年
- 1月24日、新木場大会の対ヤス・ウラノ戦で鳳慧介(仮)として復帰。以後3ヶ月間、様々なリングネームで試合に出場している(後述)。
- 5月31日、大阪・庄内ローズ文化ホール大会で安部行洋とタッグを組み、ヤス・ウラノ、谷口智一と対戦。この試合でプロ初勝利をあげている。
- 10月25日、後楽園ホール大会で行われた若手リーグ戦のヤングドラマ杯・優勝決定戦において、リーグ戦1位だったササキ＆ガッバーナをニール・キックからの片エビ固めで下し、ヤングドラマ杯初優勝。後にその功績を認められ、男色ディーノらのベルトハンターハンターに迎えられる。
- 12月12日、福岡交通センタービル5F森羅万商「博多うぃる」イベント会場で行われた、福岡交通センタービルプロレスにて路上プロレスデビュー。

2010年
- 1月3日、後楽園ホール大会で新春かくし芸ランブルで松永智充と漫才を披露。
- 3月14日、後楽園ホール大会・対平田一喜戦で勝利し、第834代アイアンマンヘビーメタル級王座に輝いた。
- 9月8日の新木場大会・ユニット再編バトルロイヤルに参加。DDTを若手の力で盛り上げていきたいという想いから安部行洋を指名、承諾された。
- 9月12日、山梨県道志村・ネイチャーランドオムで行われたキャンプ場プロレスにヨシヒコとタッグを組み出場。
- 9月26日、後楽園ホール大会の「お試しユニット・ガントレットマッチ」で美月凛音＆高尾蒼馬のホストタッグに対し、安部行洋のランカ・リーと共にシェリル・ノームのコスプレをして登場。アニメのコスプレは初めてだったらしく、「思っていたより意外と恥ずかしく感じました」。
- 9月30日、変態團興行のコスプレランブルに惣流・アスカ・ラングレーのコスプレで参戦。
- 10月7日、DDT48総選挙の選挙結果が発表され、石井は146票を獲得して18位にランクイン。後楽園ホール大会への参加権を獲得した。
- 10月8日に新木場1stRINGで行われた新日本プロレスの興行・NEVER.3に出場、高橋広夢にニールキックで勝利。
- 11月28日、ヤングドラマ杯においてリーグ二位で決勝進出するも、同一位の高尾蒼馬に敗れ準優勝に終わった。

2011年
- 1月30日、3月6日の自主興行権を賭けたロイヤルランブルに勝利して興行権を獲得、その後自主興行で大森隆男とのシングルが決定する。
- 3月6日、新木場1st.RINGにて行われた自主興行で、『自主興行』『大森隆男とのシングル』『エアマットプロレス』の３つの夢を叶える。
- 4月7日、新木場1st.RINGにて行われた新日本プロレス・NEVER．6 〜ROAD TO THE SUPER Jr. 2DAYS TOURNAMENT〜の予選トーナメントBに出場。本大会は各トーナメントに優勝した2名がBEST OF THE SUPER Jr.XVIIIに出場できる。第一回戦高橋広夢戦にて勝利、準決勝進出。
- 4月8日、NEVER．6予選トーナメントB準決勝、タイチに敗北。予選敗退。
- 5月4日、後楽園ホール大会、鶴見亜門流ロイヤルランブルにて優勝。鶴見GMから「次回後楽園ホール大会にて、当時欠場中のマサ高梨が保持していたアイアンマンヘビーメタル級への挑戦」を優勝賞品として贈ることを発表。「僕も高梨さんの復帰戦の相手をずっとやりたいと思ってたので本当に光栄です。こちらこそ宜しくお願いします。」と言いつつ、首固めで３カウント。第843代アイアンマンヘビーメタル級王者に輝く。
- 5月11日、月刊若手通信5月号　新木場1st.RING大会にて、入場曲をオリジナル曲に変更。
- 6月18日、FIGHTING TV サムライ「Sアリーナ」放送中にて、当時保持していたマサ高梨から勝利。第850代アイアンマンヘビーメタル級王者に。
- 6月19日、後楽園ホール大会、マサ高梨復帰戦にて勝利。第853代アイアンマンヘビーメタル級王者に輝くが、新王者としての抱負を語っている最中にマサ高梨が奪取。同日、後楽園ホール階段にてセクシー・エディーから勝利。第856代アイアンマンヘビーメタル級王者に。
- 10月10日、前王者組の負傷欠場による返上で空位になっていたKO-Dタッグ王者決定戦で入江茂弘と組み男色ディーノ・大石真翔組に勝利しタッグ王者となる。

2012年
- 3月3日、埼玉県所沢市民体育館にて主催興行「桃色ニールキック! vol.1」を開催。
- 8月26日、後楽園ホール大会にて、入江茂弘、高尾蒼馬と共に、DDTプロレスリングの序列を変えるため、ユニットを結成。
- 9月2日、名古屋大会にてユニット名のチーム・ドリーム・フューチャーズ(略してドリフ)を発表。
- 11月23日、ユニオン・新木場1st.RING大会にて王者・石川修司からDDT EXTREME級選手権王座を奪取。試合形式はランバージャック・デスマッチ。第20代DDT EXTREME級選手権王者となる。
- 12月23日、後楽園ホール大会にて、挑戦者・ヤス・ウラノから3カウントを奪い、DDT EXTREME級選手権初防衛に成功。試合形式は3WAYマッチ。もう1人の挑戦者は、木高イサミ。

2013年
- 1月12日、大阪大会にて、新設されたKO-D6人タッグ王座トーナメント決勝で、タッグパートナーの入江茂弘が彰人から3カウントを奪い、石井&高尾蒼馬&入江茂弘組が初代王者組となる。対戦相手は、高木三四郎&大石真翔&彰人。
- 1月14日、ユニオン・新木場1st.RING大会で挑戦者・木高イサミに敗れ、DDT EXTREME級選手権防衛に失敗。試合形式は、通常ルール。
- 1月27日、後楽園ホール大会にて、KO-D6人タッグ王座防衛戦を行うも、アントーニオ本多&佐々木大輔&火野裕士のモンスターアーミーに敗れ、防衛に失敗。
- 9月23日、入江茂弘とともに全日本プロレス初参戦。以降チームドリフとして継続参戦している。

2018年
- ガンバレ☆プロレスにレンタル移籍。
- DDT両国大会にてグレート・ムタ最後のムーンサルトプレスを受けている。

2024年
- 4月27日、東京・北沢タウンホール「スプリング・ブレイカーズ2024」にて王者・勝村周一朗からスピリット・オブ・ガンバレ（SOG）世界無差別級王座を奪取。第7代スピリット・オブ・ガンバレ（SOG）世界無差別級王者となる。

## 得意技
高角度ダブルアームDDT
主なフィニッシャー。
タイガースープレックス
両手をクラッチする三沢光晴式。
ニールキック
石井の代名詞とも言える技で「にいるきっく」と書かれたTシャツも販売されていた。
レーザービームチョップ
走りこんでの胸元へのオーバースローチョップ。技名ははイチローの投球が由来。
デンジャラスエクスプロイダー
垂直落下式エクスプロイダーと同型。
キャロライナリーパー
胴締め式チキンウィングフェイスロック。
胴締めリバースフルネルソン
ダブルアームDDTからクラッチを解かずにそのまま締め上げる。
首極め両腕折り固め
長座した相手の右側から頭を右膝裏で押さえ、右腿と腹で相手の右腕を極め、左腕を腕固めで絞り上げる複合ストレッチ技。
両腕クラッチ式ドライバー
オクラホマ・スタンピードの要領で右肩に担いだ相手の手首を背中で組ませて右手でクラッチし、左手で相手の首を抱えて落とす変形のツームストーン・パイルドライバー。
リストクラッチ式みちのくドライバー
相手の片手をチキンウィングアームロックの様に捉えて落とすみちのくドライバーII。
ひどい技（仮）
キークラッシャーの要領で担いだ相手の首をクラッチせずにエメラルドフロウジョンの様に落とす。

## タイトル歴
DDTプロレスリング
- KO-D6人タッグ王座（パートナーは入江茂弘、高尾蒼馬×6）（初代、第8代、第13代、第17代、第19代、第25代）
- KO-Dタッグ王座（パートナーは入江茂弘）（第40代）
- KO-D10人タッグ王座（初代）
- DDT EXTREME級王座（第20代）
- アイアンマンヘビーメタル級王座（第834代、第843代、第850代、第853代、第856代、第1165代）
- UWA世界6人タッグ王座（パートナーは佐藤光留、ヨシヒコ）（第41代）
- ヤングドラマ杯優勝（2009年）

全日本プロレス
- 世界ジュニアヘビー級王座（第42代）
- アジアタッグ王座（パートナーは入江茂弘）（第94代）

KAIENTAI DOJO
- インディペンデントワールド世界ジュニアヘビー級王座（第27代、第29代）

ガンバレ☆プロレス
- スピリット・オブ・ガンバレ（SOG）世界無差別級王座（第7代）
- 航空公園パークタウン王座（初代）

TTTプロレスリング
- GWC認定6人タッグ王座（第24代）

## 入場曲
2008年-2011年
- I want out / Helloween

2011年-2019年
- 斬蹴桜-Fierce fight pink-

2019年-
- 斬蹴桜〜2019ver.～

## リングネーム
2009年の契約更改でリングネームを変えたいと相談したところ、募集することになった。周囲の人々やファンから様々なアイデアを提供してもらったものの最終的には本名に落ち着いた。仮称として実際に試合で使用したリングネームは以下の7つ。
- 鳳慧介 - 2009年1月24日の新木場大会で使用。知り合いからのメールにより候補外に。
- ますだ慧介 - 2009年2月10日の新木場大会で使用。
- ケースケサンタマリア - 2009年2月22日の後楽園ホール大会で使用。
- 野呂慧介 - 2009年3月4日の新木場大会で使用。「本名でも良い気がしてきました。」
- 西島慧介山 - 2009年3月15日の大阪大会で使用。命名したのはタノムサク鳥羽。
- サークルK介 - 2009年3月20日の名古屋大会で使用。
- スーパードクターK介 - 2009年3月22日の新木場大会で使用。

## コスチューム
先輩レスラーより「ピンクにしろ!」と言われ、当初は聞く耳を持たなかった（当初の予定は白と黒）ものの業者からショッキングピンクを勧められ、「プロが言うなら間違いない!」と承諾、「神無ノ鳥」を選んで現在のコスチュームが完成した。その後、ドロップキック出勤の際に客から「神無ノ鳥はボーイズラブゲームのタイトル」と聞かされ動揺、「僕はちゃんと女性が好きです。」と述べている。2010年12月26日、コスチュームの色をピンク×白から、ピンク×黒に変更。変更理由は、「某レスラーと被るのが嫌だったから」。

## 人物

### 性格、特徴
- 飽きっぽく、優柔不断なところがある。
- 極度とまではいかないが潔癖症。
- 3人兄弟の長男で、3歳年下の妹と14歳年下の妹が居る。
- 一時期はDDTで「自分に足りないものは何か」を探すため対戦した相手に聞こうとして足りないものを対戦相手のレスラーは足りないものが何かを言ったが声がしゃがれ声で聞き取りにくい本間朋晃や「なんだろうね」と質問をスルーした高尾以外は何らかのダメージを負いみな倒れてしまった。

### 趣味、嗜好
- 自称プロレスオタク。中でもプロレス四天王のファン。秋山準と金丸義信の持つアジアタッグに高尾と挑戦した時は秋山に関する知識を詳しく語った。
- 憧れの選手は多数いる。
- 夜や夜中にランニングやサイクリングをしながら音楽を聴くのが好き。
- 辛かった時期に「かもめが翔んだ日」をよく聴いていて主催興行の名前にもこの曲の名前が入っている。
- 怖い話が好き。熊の話にも興味がある。
- プリンをこよなく愛する。
- テレビ朝日系列の深夜・バラエティ番組「タモリ倶楽部」において、長年に渡り放送されているミニコーナー、「空耳アワー」のファンである。

### その他
- 脹脛のトレーニングをするとトイレに行きたくなる。
- 7年に1度しか吐けない。
- 炭酸飲料を一気飲みすると高確率でしゃっくりが出る(最高記録は約30時間)。
- 地球最後の日は「絶望に陥り引きこもる」。

### エピソード
- 小学校1年の時、友人に公園で落ち葉を重ねた上にパワーボムをかけていた（石井は覚えていなかった）。
- 中学の卒業アルバムで「謎めいた人」の第3位にランクイン。
- 高校生最後のクリスマスイヴは悩みを抱えた友人に頼まれ皮膚科の付き添いに行った。
- DDTの入団試験の際、リングを使っての一芸ではスワンダイブやムーンサルト着地を披露。しかし「まだ何かあるだろ」と言われ、幼い頃からやっていた一人プロレスを見せて合格した（試験を見たのはHARASHIMA、松永智充）。
- プロレスの試合結果、試合時間などについて驚異的な記憶力を持っており、過去行われた検証企画[3]では、BOSJ歴代優勝者、歴代IWGP王者、歴代三冠王者などを全て覚えていた。
  - 特に三冠については、過去全ての三冠王者戦と試合時間を記憶しており、その内容の一部がWikiPediaに載っていない程であった（整合性の確認は週プロモバイルを見て行った）。